# كاميلي بلوم
كاميلي بلوم (بالإنجليزية: Camille Bloom)‏ هي كاتبة غنائية أمريكية، ولدت في 2 نوفمبر 1975.

## روابط خارجية
- كاميلي بلوم على موقع IMDb (الإنجليزية)